# Leaving (EP)
Leaving é o sétimo extended play do produtor americano Skrillex. Foi lançado em 02 de janeiro de 2013, exclusivamente para os membros do The Nest (serviço de assinatura de Owsla). As três faixas foram também enviadas para o canal oficial do YouTube Moore no dia seguinte. A música "Scary Bolly Dub" havia sido tocada ao vivo e circulado através da Internet por cerca de um ano antes de ser lançado oficialmente. A versão mista também possui em Caspa Presents Dubstep Sessions 2012. A música amostra canções de Scary Monsters and Nice Sprites. Em uma mensagem pessoal aos membros da The Nest, Moore disse que ele usa a faixa "mais como uma ferramenta de DJ, mas eu queria que vocês tenham-a". A faixa-título foi criada no quarto de hotel de Moore, no México. "The Reason" foi gravada uma hora antes do lançamento no quarto de hotel de Moore em Miami. "The Reason" tem recebido atenção e airplay significativo na Austrália, principalmente na estação de rádio juvenil Triple J.

## Faixas
Todas as faixas escritas por Skrillex.
| N.º | Título            | Duração |  |
| 1.  | "The Reason"      | 4:17    |  |
| 2.  | "Scary Bolly Dub" | 3:39    |  |
| 3.  | "Leaving"         | 4:46    |  |